# Гайнц фон Ферстер
Гайнц фон Ферстер (нім. Heinz von Foerster, 13 листопада 1911, Відень Австро-Угорщина — 2 жовтня 2002, Пескадеро, Каліфорнія США) — австрійський та американський фізик, математик, філософ, один з основоположників кібернетики. Яскравий представник радикального конструктивізму. Автор понад ста наукових публікацій.

## Біографія
Батько, Еміль фон Ферстер був інженером. Брав участь у Першій світовій війні, по війні довгий час перебував у полоні. Гайнц виховувався переважно матір'ю, Лілі фон Ферстер, та в колі її друзів, серед яких було багато митців та філософів. Гайнц багато спілкувався зі своїм дядьком Ервіном Лангом, що був чоловіком танцівниці Грете Візенталь. З сином Ервіна Ланга Мартином Гайнц займався фокусами й «чарівництвом».
Вивчав фізику в Технічному університеті Відня та Університеті Бреслау, зазнав впливу Віденського гуртка, особливо Людвіга Вітгенштейна, який був його названим дядьком.
Опублікована в 1948 році перша книжка Гайнца фон Ферстера «Пам'ять» (нім. Das Gedächtnis) потрапила до рук американського біофізика Воррена Мак-Каллока, який захопився ідеями Ферстера, викладеними у книжці. За сприяння Воррена Мак-Каллока Ферстер у 1949 році переїхав до США, де влаштувався на роботу в Іллінойському університеті. Тут згодом він заснував знамениту «Біологічну комп'ютерну лабораторію», директором якої був з 1958 по 1985 роки. Вивчав загальні кібернетичні основи біологічних і електронних систем. Мав тісні контакти й співпрацював у численних проектах з такими вченими, як Норберт Вінер, Джон фон Нейман, Ернст фон Глазерсфельд, Умберто Матурана, Франсиско Варела, Гордон Паск, Грегорі Бейтсон, Лоуренс Г. Фогель, Маргарет Мід та Іван Ілліч.

## Вибрані праці
- Das Gedächtnis: Eine quantenmechanische Untersuchung. Franz Deuticke Verlag, Wien 1948. (передмова Отто Петцля Dr. Otto Pötzl.)
- Cybernetics: Transactions of the Sixth Conference, (editor), Josiah Macy Jr. Foundation: New York, 1949, 220 pp.
- Observing Systems: Selected Papers of Heinz von Foerster, 1981
- Sicht und Einsicht: Versuche zu einer operativen Erkenntnistheorie. Braunschweig 1985 (перевидання: Heidelberg 1999)
- Wissen und Gewissen: Versuch einer Brücke. Suhrkamp Verlag, 7.Auflage, Frankfurt a.M. 1993, ISBN 9783518284766
- KybernEthik. Merve Verlag, Berlin 1993, ISBN 3883961116
- Der Anfang von Himmel und Erde hat keinen Namen, Wien, 1997 (перевидання: Berlin, 2006)
- Wahrheit ist die Erfindung eines Lügners. Gespräche für Skeptiker, Heidelberg 1998 (8. Auflage: April 2008; разом з Бернгардом Перксеном — Bernhard Pörksen)
- 2 x 2 = grün. Originaltonaufnahmen, hrsg. v. Klaus Sander. 2-CD-Set. supposé, Köln 1999. ISBN 3-932513-08-8
- Understanding understanding, Springer-Verlag, 2002 (вибрані праці).
- Part of the World. Fractals of Ethics — A Drama in Three Acts, 2011 (Перша публікація німецькою в 2002: з Монікою Брекер — Monika Broecker. Teil der Welt. Fraktale einer Ethik — ein Drama in drei Akten).

### Вибрані статті
- 1958, «Basic Concepts of Homeostasis.» In: Homeostatic Mechanisms, Upton, New York, pp. 216–242, 1958.
- 1960, «Doomsday: Friday, November 13, AD 2026,» with P. M. Mora und L. W. Amiot, Science 132, pp. 1291–1295, 1960.
- 1961, "A Predictive Model for Self-Organizing Systems, " Part I: Cybernetica 3, pp. 258–300; Part II: Cybernetica 4, pp. 20–55, with Gordon Pask, 1961.
- 1964, "Biological Computers, " with W. Ross Ashby, In: Bioastronautics, K. E. Schaefer, Macmillan Co., New York, pp. 333– 360, 1964.
- 1969, «What is Memory that it may have Hindsight and Foresight»
- 1971, «Computing in the Semantic Domain»
- 1971, «Technology. What Will It Mean to Librarians?»